# Pierre Bengtsson
Pierre Thomas Robin Bengtsson, noto con il cognome Neurath Bengtsson a seguito di matrimonio avvenuto nel giugno 2022, (Kumla, 18 giugno 1988), è un ex calciatore svedese, di ruolo difensore.

## Carriera

### Club
Nativo di Kumla, cittadina della Svezia centrale, Bengtsson ha iniziato a giocare a calcio nella locale squadra. Nel 2004 si è trasferito nella contea di Stoccolma per entrare nel settore giovanile dell'AIK.
Il 27 agosto 2006 ha debuttato in Allsvenskan in occasione della vittoria casalinga dell'AIK per 5-1 sull'Öster. Nel novembre dello stesso anno ha firmato un contratto triennale. Sotto la guida del tecnico Rikard Norling, Bengtsson ha cominciato a trovare spazio da titolare nel corso della stagione 2008, quando è partito dal primo minuto in 17 occasioni sulle 18 presenze in campionato da lui collezionate quell'anno. Durante l'annata seguente, nel quale l'AIK ha vinto il titolo nazionale, il nuovo allenatore Mikael Stahre lo stava utilizzando perlopiù dalla panchina.
In anticipo di qualche mese sulla scadenza del contratto che Bengtsson aveva scelto di non rinnovare, il 1º settembre 2009 è stata annunciata la sua cessione dall'AIK ai danesi del Nordsjælland. Nel giro di un paio di mesi si è imposto stabilmente come nuovo terzino sinistro nella formazione titolare. La sua permanenza è durata una stagione e mezzo.
Nel gennaio 2011, infatti, durante la pausa estiva, il Nordsjælland ha comunicato la cessione del giocatore all'FC Copenhagen a titolo definitivo. La società della capitale lo ha acquistato nell'ottica di sostituire il suo connazionale Oscar Wendt, che di lì all'estate avrebbe lasciato la squadra. Dopo la prima metà di stagione in cui Bengtsson ha ricoperto il ruolo di riserva dello stesso Wendt, il trasferimento di quest'ultimo gli ha aperto le porte dello schieramento titolare. Tra l'autunno e la primavera di quella stagione aveva temporaneamente perso il posto in favore di Bryan Oviedo, ma il costaricano è stato ceduto nell'agosto 2012, così Bengtsson è tornato a giocare dal primo minuto con regolarità. Durante questa parentesi, ha vinto due titoli nazionali, oltre a una Coppa di Danimarca.
Il 23 novembre 2014 è stato reso noto che i tedeschi del Magonza avrebbero rilevato Bengtsson a parametro zero a partire dal 1º gennaio 2015. Per il primo mese e mezzo circa, prima che venisse esonerato, il suo tecnico è stato Kasper Hjulmand, il quale aveva già allenato Bengtsson al Nordsjælland.
Al fine di trovare maggiore spazio, nell'agosto 2016 è stato girato ai francesi del Bastia (militanti in Ligue 1) con la formula del prestito annuale.
Il 17 maggio 2017, l'FC Copenhagen ha comunicato che, a partire dall'imminente stagione 2017-2018, Bengtsson sarebbe tornato nuovamente a far parte della squadra danese. Come nella precedente parentesi, anche in questo caso è stato acquistato per far fronte alla partenza di un altro connazionale, Ludwig Augustinsson. Dopo tre stagioni e mezzo, per avere un maggiore minutaggio a livello di club in vista degli Europei che la nazionale svedese avrebbe disputato in estate, il 1º febbraio 2021 è passato a titolo temporaneo al Vejle fino al termine della stagione. Dopo questo periodo ha fatto ritorno al Copenhagen. Con le sue 284 gare all'attivo, condivide con Michael Mio Nielsen il quarto posto nella classifica delle presenze ufficiali con la maglia del club.
Nel gennaio del 2022 è stato acquistato a titolo definitivo dagli stoccolmesi del Djurgården, con cui ha firmato un contratto biennale nonostante il suo passato ai rivali dell'AIK. La sua parentesi nel club tuttavia è stata caratterizzata da alcuni problemi fisici e dallo spostamento di Elias Andersson dal ruolo di centrocampista centrale a quello di terzino sinistro, andando di fatto ad occupare stabilmente il ruolo di titolare al posto di Bengtsson. Nel corso dell'Allsvenskan 2022 Bengtsson ha collezionato 17 presenze, mentre nel campionato seguente è stato utilizzato solo in 4 occasioni, di cui tutte partendo dalla panchina. A fine 2023 ha lasciato il club.

### Nazionale
Dopo aver fatto parte dei 23 convocati per l'Europeu Under-21 2009, Bengtsson ha esordito con la nazionale maggiore il 19 gennaio 2011 in occasione di un'amichevole contro il Botswana.
Il primo torneo di rilievo nel quale è stato convocato con la nazionale maggiore sono stati gli Europei 2020, disputati in realtà nell'estate 2021 per via della pandemia di COVID-19. In realtà, nonostante Bengtsson avesse giocato con regolarità durante le qualificazioni, egli non figurava nella lista iniziale dei 26 convocati del CT Janne Andersson, ma l'infortunio del terzino Martin Olsson gli ha permesso di essere comunque convocato.

## Palmarès

### Club

#### Competizioni nazionali
- Campionato danese: 3

Copenaghen:  2010-2011, 2012-2013, 2018-2019
- Coppa di Danimarca: 3

Nordsjælland: 2009-2010, 2010-2011
Copenhagen: 2011-2012